# 7264 Hirohatanaka
7264 Hirohatanaka è un asteroide della fascia principale. Scoperto nel 1995, presenta un'orbita caratterizzata da un semiasse maggiore pari a 2,3199911 UA e da un'eccentricità di 0,1700174, inclinata di 1,28512° rispetto all'eclittica.